# Roy Tiger
Roy Tiger war eine deutsche Comic-Reihe, die vom Bastei-Verlag zwischen 1968 und 1970 in Heft-Form herausgegeben wurde.

Roy Tiger

## Inhalt
Die Hauptfiguren der realistisch gezeichneten Abenteuerserie, die vorwiegend im indischen Dschungel spielte, waren drei Jugendliche, die sog. „Dschungelboys“: Roy Tiger, der Sohn eines britischen Urwaldarztes und seine beiden indischen Freunde Khamar und Paki. Bei ihren jeweils abgeschlossenen Abenteuern bekamen die drei Jungen regelmäßig Unterstützung von vier gezähmten Tieren: Shimmy (dem Affen), Lahani (dem Elefanten), Sheeta (dem schwarzen Panther) und Shumba (der Schlange).
Die Bände 1 bis 5 erschienen zunächst noch im Rahmen der Western-Comic-Serie Lasso, ab Band 6 bekam Roy Tiger eine eigenständige Reihe, die bis Band 79 fortgeführt wurde. Innerhalb der Comic-Reihe Wastl erschienen 1970 elf weitere 24-seitige Roy-Tiger-Abenteuer, wobei sich eine Geschichte immer aus jeweils drei 8-seitigen Teilen zusammensetzte (drei nacheinander herausgekommene Wastl-Hefte ergaben eine abgeschlossene Roy-Tiger-Geschichte).
Daneben wurden 1968 in den Bastei-Comic-Reihen Bessy und Felix insgesamt zwölf zweiseitige Kurzgeschichten veröffentlicht.
Bereits 1966 erschien die Serie in Spanien innerhalb der Reihe Aventuras ilustradas unter dem Titel Aventuras en la selva. Zwischen 1971 und 1988 kam die Serie zudem in Frankreich unter dem Namen „Teddy“ im Taschenbuchformat heraus.
Zu den namentlich bekannten Zeichnern der Serie Roy Tiger gehörten Esteban Maroto, Carlos Giménez, Luis García Mozos, Adolfo Usero und Juan López Ramón.